# Martin-Marietta X-24
Die X-24 war ein US-amerikanisches Experimentalflugzeug. Sie war Bestandteil eines gemeinsamen Forschungsprogrammes von USAF und NASA mit dem Titel PILOT. Mit der X-24 sollte das Konzept des Lifting Bodys getestet werden, bei dem der nötige Auftrieb nur durch die Form des Rumpfes erzielt wird. Außerdem wurden Experimente für den antriebslosen Wiedereintritt sowie die gesteuerte antriebslose Landung durchgeführt, deren Ergebnisse später beim Space Shuttle Verwendung fanden.
Die X-24A war das vierte aus einer Reihe von tragflächenlosen Experimentalflugzeugen, die zwischen 1963 und 1975 getestet wurden. Weitere Maschinen waren:
- NASA M2-F1 (1963)
- Northrop HL-10 (1966)
- Northrop M2-F2 (1968)
- Northrop M2-F3 (1970)

Die Testflüge fanden im NASA Flight Research Center (heute Neil A. Armstrong Flight Research Center) und auf der Edwards Air Force Base in Kalifornien statt. Mit diesen Versuchen konnte gezeigt werden, dass flügel- und antriebslose Flugzeuge sicher gesteuert und gezielt gelandet werden können.
Das Flugzeug trug das Kennzeichen 66-13551.

## X-24A
Die X-24A wurde von Martin Marietta gebaut und flog von der Edwards AFB in Kalifornien aus. Sie hatte eine gedrungene Tropfenform mit abgerundeter Spitze, flacher Unterseite und einem kurzen, dreifachen Seitenleitwerk. Angetrieben wurde sie von einem einzelnen Raketentriebwerk XLR-11 mit vier Brennkammern und einem Maximalschub von 37,7 kN. Das Triebwerk wurde nur zur Steigerung von Höhe und Geschwindigkeit eingesetzt, nachdem das Fluggerät vom Trägerflugzeug abgeworfen worden war.
Der erste (antriebslose) Flug fand am 17. April 1969 statt; Pilot war Major Jerauld Gentry. Am 19. März 1970 erfolgte der erste angetriebene Flug, ebenfalls mit Gentry im Cockpit. Sowohl bei den angetriebenen als auch bei den nicht-angetriebenen Flügen wurde die X-24A von einem umgebauten Boeing B-52-Bomber auf etwa 13.700 m Höhe getragen und dort ausgeklinkt. Durch Zuschalten des Raketentriebwerkes konnte das Flugzeug dann noch höher steigen, bevor der eigentliche Gleitflug begann. Die X-24A flog insgesamt 28-mal und erreichte dabei Geschwindigkeiten von bis zu 1667 km/h sowie Höhen bis 21,8 km.
Die Testpiloten der X-24A waren:
- Jerauld R. Gentry (13 Flüge)
- John A. Manke (12 Flüge)
- Cecil W. Powell (3 Flüge)

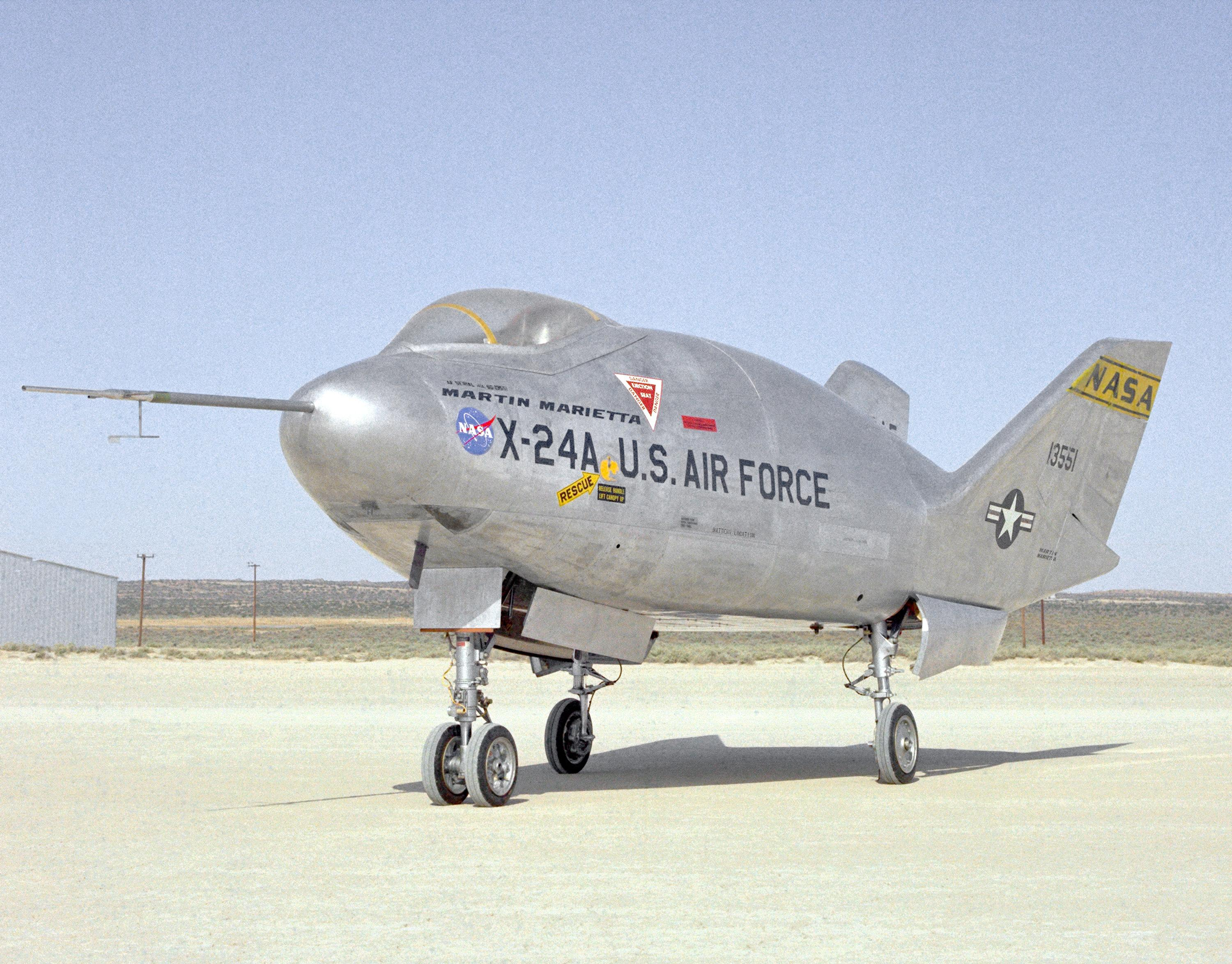
Martin-Marietta X-24A

Nach Abschluss der Tests wurde die Maschine zu Martin Marietta gebracht und dort zur X-24B umgebaut.

## X-24B

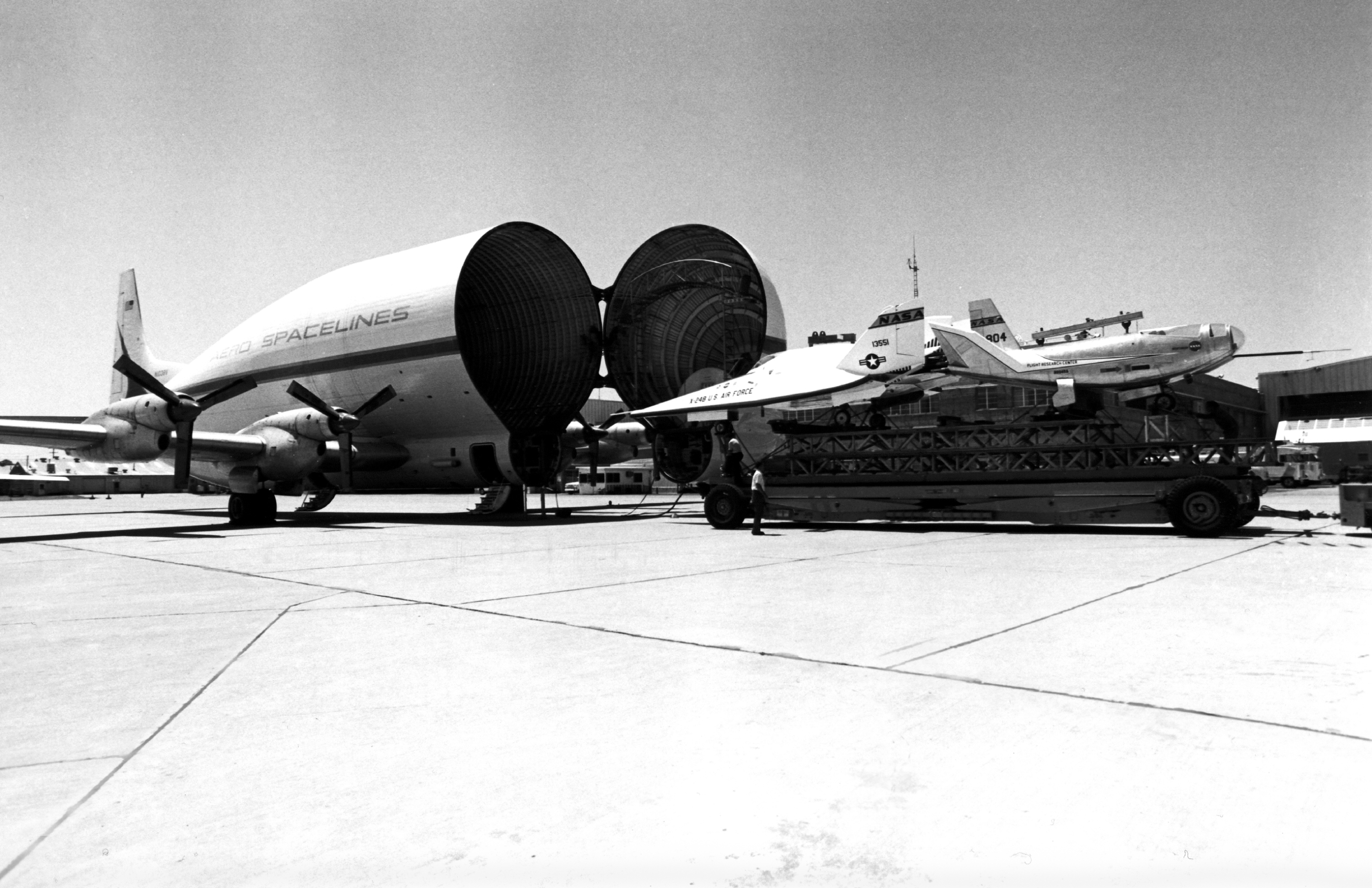
Links eine Martin-Marietta X-24B, rechts eine Northrop HL-10

Obwohl sie auf dem gleichen aerodynamischen Konzept beruhte, unterschied sich die X-24B äußerlich stark von ihrer Vorgängerin. Die auffälligsten Unterschiede waren ein spitzerer Bug sowie das zurückgesetzte Cockpit; auch das Leitwerk wurde modifiziert. Diese Grundform wurde später auch für die Martin SV-5J sowie das X-38 Crew Return Vehicle (CRV) benutzt. Das Triebwerk wurde dagegen beibehalten.
John A. Manke steuerte die X-24B sowohl beim antriebslosen Erstflug am 1. August 1973 als auch beim ersten Flug mit Raketentriebwerk am 15. November desselben Jahres. Bei den insgesamt 36 Flügen (davon 26 mit Antrieb) erreichte die X-24B Geschwindigkeiten bis zu 1873 km/h und Höhen bis zu 22.600 m.
Die Testpiloten der X-24B waren:
- John A. Manke (16 Flüge)
- Michael V. Love (12 Flüge)
- William H. Dana (2 Flüge)
- Einar K. Enevoldson (2 Flüge)
- Thomas C. McMurtry (2 Flüge)
- Francis Scobee (2 Flüge)

Gegen Ende des Versuchsprogramms landete die X-24B auch zweimal auf einer betonierten Landebahn, um zu beweisen, dass mit Lifting-Body-Flugzeugen auch gezielt Landepunkte angesteuert werden können.
Das Flugzeug ist heute im Museum der US Air Force auf der Wright-Patterson Air Force Base in Ohio ausgestellt.
Die Designprinzipien der X-24B fanden zwar im späteren Space Shuttle noch keine Beachtung, flossen jedoch u. a. in die Projekte X-33 und X-38 ein.

## Technische Daten der Martin-Marietta X-24 (Versionen A und B)

Risszeichnung der X-24A

Risszeichnung der X-24B

| Kenngröße             | Daten X-24A     | Daten X-24B     |
| --------------------- | --------------- | --------------- |
| Hersteller            | Martin Marietta | Martin Marietta |
| Besatzung             | 1               | 1               |
| Spannweite            | 3,51 m          | 5,79 m          |
| Länge                 | 7,47 m          | 11,43 m         |
| Höhe                  | 2,92 m          | 2,92 m          |
| Flügelfläche          | 18,1 m²         | 30,7 m²         |
| Leermasse             | 2885 kg         | 3855 kg         |
| Einsatzmasse          | 4853 kg         | 5350 kg         |
| Maximale Startmasse   | 5192 kg         | 6260 kg         |
| Schub                 | 37,7 kN         | 37,7 kN         |
| Höchstgeschwindigkeit | 1667 km/h       | 1873 km/h       |
| Reichweite            | 72 km           | 72 km           |
| Maximale Flughöhe     | 21.763 m        | 22.590 m        |
| Flächenbelastung      | 288 kg/m²       | 205 kg/m²       |

## Die Flüge der X-24A
| Flugzeug Flug Nr. | Datum              | Pilot  | Mach  | max. Geschw. km/h | Flughöhe m | Flugdauer | Bemerkungen                                    |
| ----------------- | ------------------ | ------ | ----- | ----------------- | ---------- | --------- | ---------------------------------------------- |
| X-24A #1          | 17. April 1969     | Gentry | 0,718 | 763               | 13.716     | 00:03:37  | Erstflug der X-24A Antriebsloser Gleitflug     |
| X-24A #2          | 8. Mai 1969        | Gentry | 0,693 | 735               | 13.716     | 00:04:13  | Antriebsloser Gleitflug                        |
| X-24A #3          | 21. August 1969    | Gentry | 0,718 | 782               | 12.192     | 00:04:30  | Antriebsloser Gleitflug                        |
| X-24A #4          | 9. September 1969  | Gentry | 0,594 | 647               | 12.192     | 00:03:52  | Antriebsloser Gleitflug                        |
| X-24A #5          | 24. September 1969 | Gentry | 0,596 | 637               | 12.192     | 00:04:17  | Antriebsloser Gleitflug                        |
| X-24A #6          | 22. Oktober 1969   | Manke  | 0,587 | 623               | 12.192     | 00:03:58  | Antriebsloser Gleitflug                        |
| X-24A #7          | 13. November 1969  | Gentry | 0,646 | 687               | 13.716     | 00:04:30  | Antriebsloser Gleitflug                        |
| X-24A #8          | 25. November 1969  | Gentry | 0,685 | 731               | 13.716     | 00:04:26  | Antriebsloser Gleitflug                        |
| X-24A #9          | 24. Februar 1970   | Gentry | 0,771 | 819               | 14.326     | 00:04:18  | Antriebsloser Gleitflug                        |
| X-24A #10         | 19. März 1970      | Gentry | 0,865 | 919               | 13.533     | 00:07:04  | erster Flug mit Antrieb                        |
| X-24A #11         | 2. April 1970      | Manke  | 0,866 | 919               | 17.892     | 00:07:15  | –                                              |
| X-24A #12         | 22. April 1970     | Gentry | 0,925 | 982               | 17.587     | 00:06:48  | –                                              |
| X-24A #13         | 14. Mai 1970       | Manke  | 0,748 | 795               | 13.594     | 00:08:33  | nur 2 von 4 Brennkammern gezündet              |
| X-24A #14         | 17. Juni 1970      | Manke  | 0,990 | 1.051             | 18.593     | 00:07:12  | –                                              |
| X-24A #15         | 28. Juli 1970      | Gentry | 0,938 | 996               | 17.709     | 00:06:28  | –                                              |
| X-24A #16         | 11. August 1970    | Manke  | 0,986 | 1.048             | 19.477     | 00:06:53  | –                                              |
| X-24A #17         | 26. August 1970    | Gentry | 0,694 | 737               | 12.649     | 00:07:59  | nur 2 von 4 Brennkammern gezündet              |
| X-24A #18         | 14. Oktober 1970   | Manke  | 1,186 | 1.262             | 20.696     | 00:06:51  | erster Überschallflug                          |
| X-24A #19         | 27. Oktober 1970   | Manke  | 1,357 | 1.447             | 21.763     | 00:06:57  | größte Flughöhe                                |
| X-24A #20         | 20. November 1970  | Gentry | 1,370 | 1.456             | 20.604     | 00:07:12  | –                                              |
| X-24A #21         | 21. Januar 1971    | Manke  | 1,033 | 1.093             | 17.648     | 00:07:42  | –                                              |
| X-24A #22         | 4. Februar 1971    | Powell | 0,659 | 700               | 13.716     | 00:03:55  | Antriebsloser Gleitflug                        |
| X-24A #23         | 18. Februar 1971   | Manke  | 1,511 | 1.606             | 20.544     | 00:07:27  | –                                              |
| X-24A #24         | 8. März 1971       | Powell | 1,002 | 1.064             | 17.343     | 00:07:17  | –                                              |
| X-24A #25         | 29. März 1971      | Manke  | 1,600 | 1.667             | 21.488     | 00:07:26  | schnellster Flug                               |
| X-24A #26         | 12. Mai 1971       | Powell | 1,389 | 1.477             | 21.610     | 00:07:03  | verspätete Triebwerkszündung                   |
| X-24A #27         | 25. Mai 1971       | Manke  | 1,191 | 1.265             | 19.903     | 00:09:08  | nur 3 von 4 Brennkammern gezündet              |
| X-24A #28         | 4. Juni 1971       | Manke  | 0,817 | 867               | 16.581     | 00:08:37  | nur 2 von 4 Brennkammern gezündet Letzter Flug |

## Die Flüge der X-24B
| Flugzeug Flug Nr. | Datum              | Pilot      | Mach  | max. Geschw. km/h | Flughöhe m | Flugdauer | Bemerkungen                                |
| ----------------- | ------------------ | ---------- | ----- | ----------------- | ---------- | --------- | ------------------------------------------ |
| X-24B #1          | 1. August 1973     | Manke      | 0,640 | 740               | 12.192     | 00:04:12  | Erstflug der X-24B Antriebsloser Gleitflug |
| X-24B #2          | 17. August 1973    | Manke      | 0,650 | 723               | 13.716     | 00:04:27  | Antriebsloser Gleitflug                    |
| X-24B #3          | 31. August 1973    | Manke      | 0,716 | 797               | 13.716     | 00:04:37  | Antriebsloser Gleitflug                    |
| X-24B #4          | 18. September 1973 | Manke      | 0,687 | 724               | 13.716     | 00:04:31  | Antriebsloser Gleitflug                    |
| X-24B #5          | 4. Oktober 1973    | Love       | 0,704 | 742               | 13.716     | 00:04:39  | Antriebsloser Gleitflug                    |
| X-24B #6          | 15. November 1973  | Manke      | 0,930 | 962               | 16.082     | 00:06:44  | erster angetriebener Flug                  |
| X-24B #7          | 12. Dezember 1973  | Manke      | 0,646 | 1.038             | 19.227     | 00:07:14  | –                                          |
| X-24B #8          | 15. Februar 1974   | Love       | 0,696 | 734               | 13.716     | 00:05:07  | Antriebsloser Gleitflug                    |
| X-24B #9          | 5. März 1974       | Manke      | 1,086 | 1.139             | 18.390     | 00:07:17  | erster Überschallflug                      |
| X-24B #10         | 30. April 1974     | Love       | 0,876 | 930               | 15.862     | 00:06:59  | –                                          |
| X-24B #11         | 24. Mai 1974       | Manke      | 1,140 | 1.212             | 17.062     | 00:07:28  | –                                          |
| X-24B #12         | 14. Juni 1974      | Love       | 1,228 | 1.304             | 19.968     | 00:06:45  | –                                          |
| X-24B #13         | 28. Juni 1974      | Manke      | 1,391 | 1.481             | 20.772     | 00:07:07  | –                                          |
| X-24B #14         | 8. August 1974     | Love       | 1,541 | 1.645             | 22.366     | 00:06:35  | –                                          |
| X-24B #15         | 29. August 1974    | Manke      | 1,098 | 1.170             | 22.080     | 00:07:47  | –                                          |
| X-24B #16         | 25. Oktober 1974   | Love       | 1,752 | 1.873             | 21.991     | 00:06:57  | schnellster Flug                           |
| X-24B #17         | 15. November 1974  | Love       | 1,615 | 1.722             | 21.964     | 00:08:01  | –                                          |
| X-24B #18         | 17. Dezember 1974  | Love       | 1,585 | 1.667             | 20.964     | 00:07:00  | –                                          |
| X-24B #19         | 14. Januar 1975    | Manke      | 1,748 | 1.862             | 22.185     | 00:07:57  | –                                          |
| X-24B #20         | 20. März 1975      | Love       | 1,443 | 1.537             | 21.450     | 00:06:49  | –                                          |
| X-24B #21         | 18. April 1975     | Manke      | 1,204 | 1.279             | 17.648     | 00:07:30  | –                                          |
| X-24B #22         | 6. Mai 1975        | Love       | 1,444 | 1.542             | 22.372     | 00:07:28  | –                                          |
| X-24B #23         | 22. Mai 1975       | Manke      | 1,633 | 1.745             | 22.586     | 00:07:41  | größte Flughöhe                            |
| X-24B #24         | 6. Juni 1975       | Love       | 1,002 | 1.786             | 21.976     | 00:07:54  | –                                          |
| X-24B #25         | 25. Juni 1975      | Manke      | 1,343 | 1.427             | 17.678     | 00:07:06  | –                                          |
| X-24B #26         | 15. Juli 1975      | Love       | 1,585 | 1.685             | 21.178     | 00:06:55  | –                                          |
| X-24B #27         | 15. August 1975    | Manke      | 1,190 | 1.244             | 18.288     | 00:07:00  | erste Landung auf Betonpiste               |
| X-24B #28         | 20. August 1975    | Love       | 1,548 | 1.625             | 21.946     | 00:07:00  | Landung auf Betonpiste                     |
| X-24B #29         | 9. September 1975  | Dana       | 1,481 | 1.593             | 21.641     | 00:07:15  | –                                          |
| X-24B #30         | 23. September 1975 | Dana       | 1,157 | 1.255             | 17.678     | 00:07:18  | letzter angetriebener Flug                 |
| X-24B #31         | 9. Oktober 1975    | Enevoldson | 0,705 | 724               | 13.716     | 00:04:11  | antriebsloser Gleitflug                    |
| X-24B #32         | 21. Oktober 1975   | Scobee     | 0,686 | 744               | 13.716     | 00:04:15  | antriebsloser Gleitflug                    |
| X-24B #33         | 3. November 1975   | McMurtry   | 0,702 | 734               | 13.716     | 00:04:08  | antriebsloser Gleitflug                    |
| X-24B #34         | 12. November 1975  | Enevoldson | 0,702 | 734               | 13.716     | 00:04:01  | antriebsloser Gleitflug                    |
| X-24B #35         | 19. November 1975  | Scobee     | 0,700 | 740               | 13.716     | 00:04:09  | antriebsloser Gleitflug                    |
| X-24B #36         | 26. November 1975  | McMurtry   | 0,713 | 740               | 13.716     | 00:04:25  | antriebsloser Gleitflug letzter Flug       |